# Batracomorphus priam
Batracomorphus priam är en insektsart som beskrevs av Knight 1983. Batracomorphus priam ingår i släktet Batracomorphus och familjen dvärgstritar. Inga underarter finns listade i Catalogue of Life.